# 産業労働調査所
産業労働調査所（さんぎょうろうどうちょうさじょ）は、1924年（大正13年）に無産階級運動および労働運動の発展を目的に設立された調査・研究機関。「産労」（さんろう）と略称される。

## 沿革

### 設立の経緯
1919年友愛会特派員として渡英した野坂鐵は、現地での労働組合調査のかたわら、英労働党本部附属の「労働調査所」（Labour Research Department）の業務を見聞して帰国（1922年）、第一次共産党事件による検挙・収監を経て保釈後、労働運動の発展に資する調査機関の実現に着手した。そして、石本恵吉（労働運動に関心を寄せていた男爵）、および友愛会の後身たる日本労働総同盟からの資金援助により、日本労働総同盟・全日本鉱夫総連合会の2つの調査部を統合し、1924年3月1日、産業労働調査所を発足させた。
「無産階級の立場から専門的に調査事業に従事する」ことを宣言した産労の事務所は、東京麹町区内幸町に置かれ、事実上の所長たる主事には野坂自身が就任、赤松克麿・加藤勘十らを所員とし、吉野作造ら無産運動にシンパシーを抱く幅広い著名人を顧問に迎えた（しかし実務を担っていたのは野呂栄太郎など、より若い世代の有志であった）。

### 初期の活動
産労の最初の事業は、鉱山夫総連合との共同で行われた「ヨロケ病」の調査であり、続いて労働組合・争議の実情調査などが行われた。産労の設立当初はまだ無産運動内部の政治対立がさほど深刻化しておらず、1925年産労内に設置された「資本調査会」のなかでは、のちにプチ帝国主義論争・日本資本主義論争で激しく対立することになる猪俣津南雄（調査会委員長）、学生活動家出身の野呂栄太郎、民間エコノミストの高橋亀吉らが協力して分析作業にあたる光景も見られた（当時の状況は中野重治の自伝的小説『むらぎも』でも描写されている）。さらに機関誌として『産業労働時報』・『インタナショナル通信』（のち『インタナショナル』と改題）も創刊され、内外の労働問題・革命運動の紹介が活発に行われた。

### 左傾化と低迷
しかし無産運動の分裂は、産労にも大きな影響を及ぼすことになった。1925年、産労の上部組織ともいえる総同盟から左派（共産党系）の評議会が分裂（総同盟の第1次分裂）した後、産労は党派を超えた運営に努め、1926年に合法的な統一無産政党として結党された労農党の調査部と協力関係を結んだ。しかし同年、労農党から社民系が分裂した後、産労は福本イズムの影響もあって次第に左傾化していった。所内で共産党関係者が力を得たことで産労本来の業務である調査活動もなおざりになり、1927年には機関誌『産労時報』を廃刊、共産党外郭機関の様相を呈した。そして1928年の三・一五事件（1928年）による弾圧で産労は打撃を受け、いったん業務停止に至ったのである。

### 再建と機能停止
産労は1929年春に野呂栄太郎を中心に組織を再建し、6月には『産労時報』を復刊するなど活動を再開した。同年10月、左派系文化団体の国際文化研究所（秋田雨雀所長）・新興科学社（三木清・羽仁五郎ら）が合同しプロレタリア科学研究所（プロ科）が設立されると、一部スタッフもこれに合流したが、産労自体は存続した。しかし深刻な財政難と1933年5月、官憲からの弾圧を受けて『時報』を停刊、活動停止に至った。

## 歴史的意義
社会問題に関する調査・研究を担う機関としては1919年に設立された大原社会問題研究所・協調会が存在していたが、産業労働調査所は、社会運動家・団体が運動の発展を目的として設立した機関としては先駆的なものであり、社会思想社（1922年東大新人会OBが設立した社会科学研究団体で同名の出版社とは別団体）同人による社会経済研究所（1927年）、総同盟会長・鈴木文治による内外社会問題調査所（1928年）がこれに続いた。
産労ではまた、少なくとも初期においては左右を問わず広範な人材が集められ、共産党系勢力の台頭にともなう労働運動の分裂が起こった際にも、党派を超えた運営が志向されたが、結局のところ左派主導の組織となった（これにより社会経済研究所は中間派、内外社会問題研究所は右派系という政治的色分けができた）。
戦前には、資金面において労働組合の力は極めて弱く、そのため産労は商業出版物への寄稿や独自の出版活動、石本恵吉・静枝夫妻ら有志者からの寄附、大原社研の支援（産労が調査研究の下請けを担当）などによる収入のほか、きわめて低い給与で献身的な活動を続けた専任所員や多数の無報酬ボランティアによって支えられていた（二村一夫による）。

## 主要な刊行物
- 機関誌
  - 『産業労働時報』（産労時報）（第1次：1925年8月 - 1927年5月 / 第2次：1929年 - 1933年4月）
  - 『インタナショナル通信』⇒（改題）『インタナショナル』（1926年11月 - 1933年7月、1927年2月改題）
- 『労働年鑑』（1925年）
- 『無産者政治必携』

## 主要スタッフ

### 前期
- 主任 - 野坂鐵
- 所員 - 赤松克麿・上条愛一・加藤勘十・平貞蔵

（実務は石沢新二・河田賢治・岡部完介・野坂龍・野呂栄太郎が担当）
- 顧問 - 安部磯雄・有馬頼寧・堀江帰一・石本恵吉・賀川豊彦・片山哲・北沢新次郎・中沢弁次郎・杉山元治郎・鈴木文治・吉野作造
- 他の参加者として、猪俣津南雄・小岩井浄・志賀義雄・水野成夫・岩田義道・藤井米三・松井篤一・秋笹政之輔ら。

### 後期（再建以後）
- 野呂のほか、高山洋吉（2機関誌の発行編集印刷の名義人）・村田陽一・井汲卓一・今野良蔵・関矢留作・田中康夫・岡部隆司・山口信次・逸見重雄・鈴木信・風早八十二・板谷敬などが参加。

## 同名の団体
産労総合研究所の旧名称は「産業労働調査所」であるが、同所は1938年の設立であって、旧産労とは無関係である。

## 関連文献
辞典・事典項目
- 神田文人 「産業労働調査所」 『国史大辞典』 吉川弘文館
- 中塚明 「産業労働調査所」 『社会科学大事典』第8巻、鹿島出版会、1969年
- 渡部徹 「産業労働調査所」 『日本近現代史辞典』 東洋経済新報社、1978年

関連書籍
- 長岡新吉 『日本資本主義論争の群像』 ミネルヴァ書房、1984年 ISBN 4623015629

27 - 31頁参照。